# ایبن لارازبال
ایبن لارازبال (انگلیسی: Ibón Larrazábal؛ زادهٔ ۲۲ ژانویهٔ ۱۹۸۰) بازیکن فوتبال اهل اسپانیا است.
از باشگاه‌هایی که در آن بازی کرده‌است می‌توان به باشگاه فوتبال ایبار اشاره کرد.